# Ħ
Ħ, ħ (H со штрихом) — буква расширенной латиницы. Используется в мальтийском языке для обозначения глухого фарингального фрикативного согласного, который в МФА обозначается той же буквой.
Буква также использовалась в адыгейском латинском алфавите 1927 года и в лакском латинском алфавите 1928 года.
 В неунифицированном алфавите лазского языка, в абхазском алфавите 1928—1938 года и в аварских латинских алфавитах как 1928, так и 1932 года в качестве заглавной формы буквы использовалась графема .
 В курдском алфавите 1931 года и в горско-еврейском латинском алфавите буква имела заглавную форму .
В квантовой механике курсивная ℏ обозначает постоянную Дирака.